# Chariobas navigator
Chariobas navigator là một loài nhện trong họ Zodariidae.
Loài này thuộc chi Chariobas. Chariobas navigator được Embrik Strand miêu tả năm 1909.